# Miodio
Miodio est un groupe composé de trois Italiens et deux Saint-Marinais :
- Nicola Della Valle, voix
- Paolo Macina, guitare
- Andrea Marco Pollice, basse
- Francesco Sancisi, piano
- Alessandro Gobbi, percussions

Ils ont participé au Concours Eurovision de la chanson pour Saint-Marin en 2008 avec la chanson Complice, mais ils ne parvinrent pas à se qualifier pour la finale, terminant à la dernière place de leur demi-finale..